# Galerians: Ash
Galerians: Ash (ガレリアンズ：アッシュ Garerianzu: Asshu?) es un videojuego de terror desarrollado por Polygon Magic, publicado por Enterbrain y distribuido por Sammy Estudios para la PlayStation 2 y es la secuela de Galerians. La historia sigue a un joven llamado Rion que tiene poderes psíquicos y lucha contra un grupo de ingeniería genética de superhumanos cuyo objetivo es acabar con la humanidad.

## Argumento
La trama de Galerians: Ash comienza con un resumen de los acontecimientos de su predecesor. En el siglo XXVI, dos científicos de la computación desarrollan una autorreplicante inteligencia artificial avanzada, a quien llamaban Dorothy. Dorothy creció rápidamente, y comenzó a preguntarse por qué ella debe obedecer a los humanos, a los que identificó como inferiores. Sus creadores le dijeron de la existencia de Dios, y que al igual que la humanidad debe respetar la voluntad de Dios, Dorothy debe obedecer a sus creadores, los seres humanos. Mientras Dorothy pareció aceptar esta explicación, ella secretamente comenzó a desarrollar a los Galerians, una raza humana superior con poderes psíquicos, para quien ella sería Dios.
Sus creadores desarrollaron un programa de virus que destruiría a Dorothy en la mente de la hija del Dr. Pascalle; Lilia, y un programa activador correspondiente en el cerebro de Rion, el hijo del Dr. Albert Steiner. Aunque Rion fue capturado por los seguidores de Dorothy, logró liberarse usando los poderes psíquicos que obtuvo a partir de los experimentos desarrollados sobre él. Pasando por una serie de pruebas dolorosas, Rion encontró a Lilia y mató a los Galerians, pero no sin descubrir que él mismo era un Galerian, y que el verdadero Rion murió mientras era sometido a los experimentos. Al final Rion y Lilia destruyen a Dorothy, pero el estrés mental de la batalla destruye el cerebro de Rion.
Galerians: Ash tiene lugar seis años después del primer juego. Aunque Dorothy fue destruida, produjo varios Galerians más (los Últimos Galerians) en sus últimos momentos, y la humanidad ha luchado una batalla desesperada contra ellos desde entonces. El juego comienza con Lilia, ahora una científica de la computación, buscando los datos de copia de seguridad de la personalidad de Rion en los restos de los sistemas de Dorothy, para traer a Rion devuelta a la vida. Lilia se da cuenta de que sólo Rion tiene el poder de detener al líder de los Últimos Galerians, conocido como Ash, y poner fin a la pesadilla de una vez por todas.

## Recepción
Galerians: Ash fue recibido con críticas mixtas de los críticos. Recibió una puntuación media de 55,70% en GameRankings, basado en 42 opiniones y una puntuación media de 50/100 en Metacritic, basado en un conjunto de 22 reseñas.